# Samuel Bächli
Samuel Bächli (* 1954 in Uppsala, Schweden) ist ein Schweizer Dirigent und Theaterregisseur.

## Leben
Bächli studierte in Basel Klavier bei Walter Frey und Dirigieren bei Ferdinand Leitner. Er setzte das Dirigierstudium bei Otmar Suitner  an der Hochschule für Musik und darstellende Kunst in Wien fort. Er hatte Engagements als Kapellmeister am Musiktheater im Revier in Gelsenkirchen (1985–87), dem Staatstheater Wiesbaden (ab 1986) und Theater Ulm (1991–95).
Ab 1995 war er Erster Kapellmeister, 2001–2008 Musikdirektor in Gelsenkirchen. 2006 erhielt er den Gelsenkirchener Theaterpreis. Als Gastdirigent arbeitete er mit den Bochumer Symphonikern und dem Basler Sinfonie-Orchester, an der Komischen Oper Berlin, der Oper in Glasgow und am Theater in Ludwigshafen am Rhein. In dieser Zeit war Bächli Chefdirigent des damaligen KinderOrchester Ruhr (heute: KinderOrchester NRW). 
2007 debütierte er am Theater Erfurt mit Claudio Monteverdis L’Orfeo. 2009 wurde er hier Erster Kapellmeister. Er leitete hier die Uraufführung von Jeffrey Chings Oper Das Waisenkind (2009) sowie zweier eigener Kammeropern: Die MeistersingerInnen (nach Richard Wagner) und Triumph der Liebe nach dem Schauspiel von Pierre Carlet de Marivaux mit Musik von Johann Sebastian Bach (2011).
Neben seiner Arbeit als Dirigent trat Bächli auch als Kammermusiker, insbesondere Klavierbegleiter hervor. So war er in Wiesbaden als Pianist an einer Gesamtaufführung der Lieder Franz Schuberts beteiligt. 2015 führte er Regie bei der Operette Pariser Leben am Theater Erfurt.